# Sleeper (Buffy the Vampire Slayer)
Sleeper (Durmiente en español) es el octavo episodio de la séptima temporada de la serie de televisión estadounidense Buffy, la cazavampiros.

## Argumento
Spike (James Marsters) está cavando una tumba donde entierra a una mujer que acaba de asesinar. Mientras tanto, Buffy (Sarah Michelle Gellar) se enfrenta a la posibilidad de que Spike ha vuelto a matar personas inocentes y a engendrar nuevos vampiros. Los Scoobies tratan de entender las apariciones que tuvieron en el episodio anterior. En Londres, un hombre y una joven mujer son asesinados por personas con capas y capuchas negras. En el Bronze, después de eliminar a un vampiro que le dice que él la engendró, Spike llama a Buffy desde un teléfono público y le dice que está comenzando a recordar las cosas malas que ha hecho recientemente y le pide ayuda y ella acuerda verse con él. Cuando Spike cuelga el teléfono, una versión de Spike aparece frente a él y le dice al Spike real que llamar a Buffy no era parte del plan. Spike lleva a Buffy a un oscuro sótano donde le muestra el lugar donde recuerda haber matado a las otras chicas, el falso Spike aparece pero Buffy no puede verlo. El falso Spike empieza a cantar una canción y el Spike real comienza a atacar a Buffy, cortándole el hombro con un pedazo de vidrio. Las mujeres que Spike ha matado recientemente salen de la tierra como vampiras y empiezan a pelear con Buffy, hasta capturarla. El falso Spike le dice al real que pruebe la sangre de la cazadora. Cuando el Spike real prueba la sangre del hombro de Buffy, recuerda todas las cosas malas que ha hecho últimamente, y cae al suelo horrorizado. Buffy elimina al resto de los vampiros y se dirige a Spike. Éste se entrega y pide que lo mate. Él está confundido y habla del otro Spike que le ha estado hablando últimamente. Buffy se da cuenta de que Spike no está bien, así que se lo lleva a su casa y le dice a la pandilla que tiene que estar cerca del vampiro hasta que pueda darle las respuesta que ella busca. Nuevamente en Londres, Giles llega a la casa donde encuentra el cuerpo de la chica y se acerca al del hombre, quien no ha muerto aún. El hombre, Robson, le advierte a Giles que algo ha comenzado y que tiene que reunirlas. En la última escena del episodio, un hombre encapuchado aparece y dirige un hacha al cuello de Giles.

## Reparto
- Sarah Michelle Gellar como Buffy Summers.
- Nicholas Brendon como Xander Harris.
- Alyson Hannigan como Willow Rosenberg.
- Emma Caulfield como Anya Jenkins.
- Michelle Trachtenberg como Dawn Summers.
- James Marsters como Spike.

### Recurrentes
- Anthony Stewart Head como Rupert Giles.

### Estrellas Invitadas
- Robinne Lee como Charlotte.
- Rob Nagle como Robson.
- Aimee Mann como ella misma.
- Lisa Jay como Linda.
- Kevin Daniels como Bouncer.
- Stacey Scowley como Mujer Joven.
- Lindy Christopher como Nora.

## Detalles de la producción

### Música
- Aimee Mann es la única invitada musical en la serie que tiene líneas de diálogo.
- Aimee Mann - "This is How it Goes" - La primera canción de Mann es en el Bronze cuando Spike esta preguntándole a las personas por la chica que él está buscando.
- Aimee Mann - "Pavlov's Bell" - La segunda canción de Mann es en el Bronze cuando Spike está peleando con la vampira que él engendró recientemente.